# The Love Unlimited Orchestra
The Love Unlimited Orchestra (ook Love Unlimited Orchestra genoemd) was de begeleidingsgroep van Barry White.

## Carrière
In 1973 ontstond de groep, die bestond uit een 40-koppig orkest en het damestrio Love Unlimited. In 1973 nam The Love Unlimited Orchestra een single op onder eigen naam: Love's Theme.

## Discografie
| Single met hitnotering(en) in de Vlaamse Ultratop 50 | Datum van verschijnen | Datum van binnenkomst | Hoogste positie | Aantal weken | Opmerkingen |
| ---------------------------------------------------- | --------------------- | --------------------- | --------------- | ------------ | ----------- |
| Love's Theme                                         | 1973                  | 16-02-1974            | 7               | 9            |             |
| Welcome Aboard                                       | 1981                  | 21-11-1981            | 15              | 4            |             |

| Single met eventuele hitnotering(en) in de Nederlandse Top 40 | Datum van verschijnen | Datum van binnenkomst | Hoogste positie | Aantal weken | Opmerkingen |
| ------------------------------------------------------------- | --------------------- | --------------------- | --------------- | ------------ | ----------- |
| Love's Theme                                                  | 1973                  | 23-02-1974            | 7               | 7            |             |
| Rhapsody In White                                             | 1974                  | 30-07-1974            | 30              | 1            |             |

### NPO Radio 2 Top 2000
Van The Love Unlimited Orchestra stond alleen Love's Theme in 2000 in de NPO Radio 2 Top 2000, op plek 1942.